# Lau Tepu
Lau Tepu is een bestuurslaag in het regentschap Langkat van de provincie Noord-Sumatra, Indonesië. Lau Tepu telt 1586 inwoners (volkstelling 2010).